# عمر داوود
عمر محمد داوود أو عمر ذاوود مواليد سنة 1982 من مواليد مدينة شحات، لاعب كرة قدم ليبي، لعب في نادي الأهلي طرابلس، حمل غلالة رقم 04، بمركز قلب الدفاع. كان صاحب الهدف التاريخي في مرمى المنتخب السعودي في الدقيقة 94 في الدورة الرياضية العربية الحادية عشر سنة 2007 التي أقيمت في جمهورية مصر العربية. لعب مند سنة 2015 وحتى وفاته في نادي الصداقة في شحات.
متزوج ولديه ولد. توفى إثر حادث سير في مدينة شحات يوم 9 مايو 2018.

## روابط خارجية
- عمر داوود على موقع قاعدة بيانات كرة القدم.إي يو (الإنجليزية)
- عمر داوود على موقع ناشيونال فوتبول تيمز (الإنجليزية)
- عمر داوود على موقع Soccerway.com (الإنجليزية)
- عمر داوود على موقع عالم كرة القدم.نت (الإنجليزية)
- عمر داوود على موقع كووورة